# Příbor

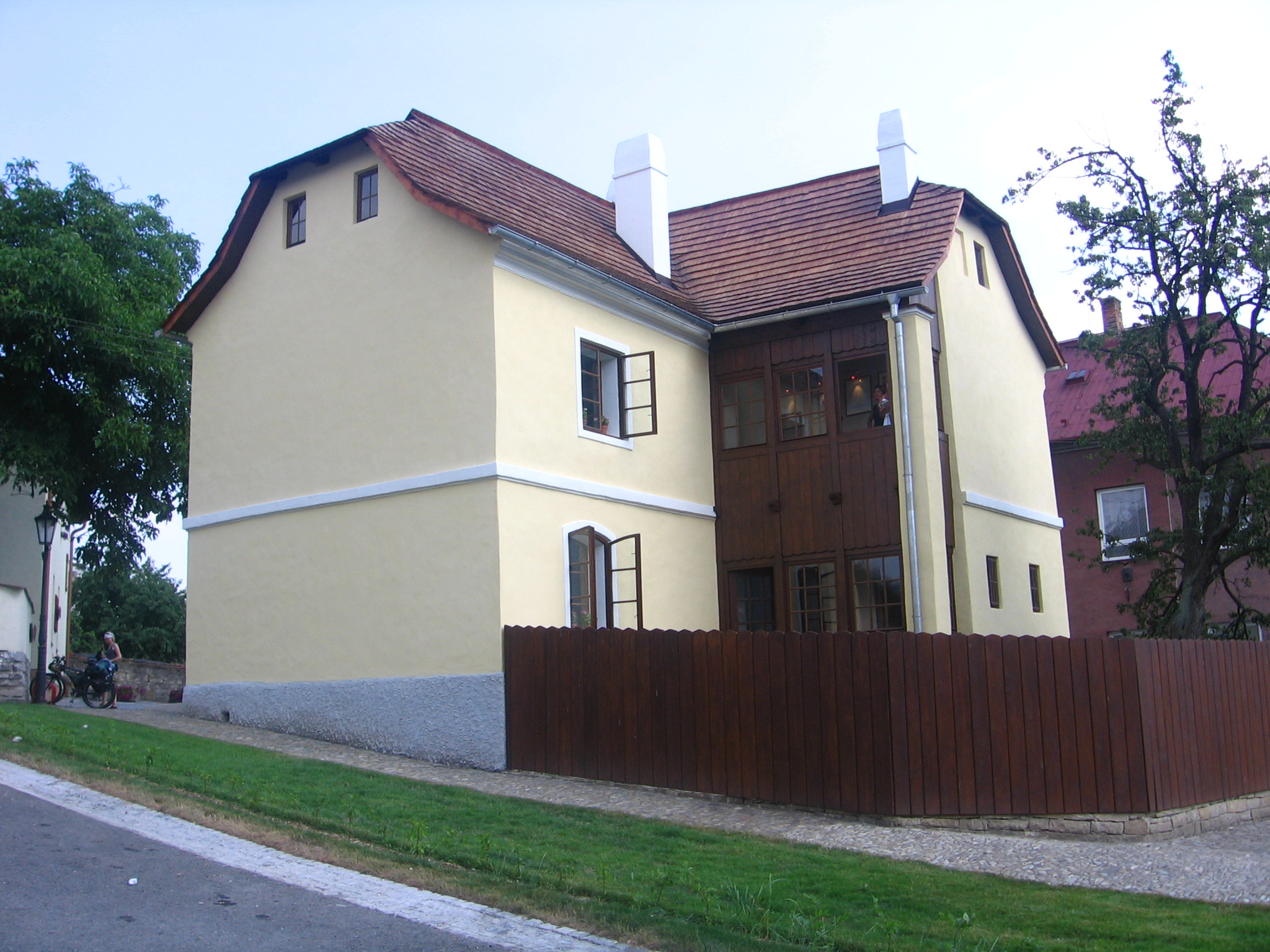
Casa natal de Sigmund Freud

Příbor o Pribor és una ciutat de Txèquia a la regió de Moràvia-Silèsia. El 2004 tenia uns 8.000 habitants.
És coneguda sobretot per ser el lloc de naixement del fundador de la psicoanàlisi Sigmund Freud (1856-1939) i on passa els seus primers anys d'infantesa. La ciutat té un monument de pedra dedicat a Freud i una placa a la casa on nasqué.